# 腦性麻痺
腦性麻痺（英語：Cerebral palsy），又稱腦性癱瘓、大腦麻痺，或簡稱腦麻、腦癱，形容的是在幼年早期出現的永久性運動障礙統稱，徵兆與症狀都因人而異。常見的運動性傷害包括肌肉協調性差、肌肉僵直、肌無力、吞嚥及說話困難，以及顫抖等症狀；同時患者也可能會有觸覺、視覺，及聽覺等感官損失。通常患有腦性麻痺的嬰孩不會如相同年紀的幼兒般，會有翻身、端坐、爬行或走路的能力。三分之一罹患腦性麻痺的病人，可能會有認知障礙或是癲癇。雖然這些症狀可能在出生初期就開始出現，但上述的原發性病徵並不會因為年紀增長而變得更嚴重。
腦性麻痺是因腦部發育異常或腦部用來控制移動、平衡和姿勢的部位受損所導致。這些問題最常出現在懷孕時，然而也可能出現在生產或剛生產完的時候，病因大多不明。風險因子包括早產、本身是雙胞胎、懷孕時感染特定疾病如弓蟲症或風疹，懷孕時暴露在甲基汞中、分娩困難及出生後的前幾年受到頭部創傷等等，約2%的案例據信是因遺傳導致。根據出現特定的病徵，脑性麻痹可以分类成不同的亞型。舉例來說，有僵硬肌肉的病人得的是痙攣性腦性麻痺，協調能力差的是運動失調性腦性麻痺，有扭曲動作的是徐動性腦性麻痺。診斷結果根據孩童隨時間的發育而定。血液檢驗及醫學影像可用來排除其他可能的病因。
腦性麻痺其實是可以藉由讓孕婦接受疫苗注射來進行預防，而避免幼兒腦部受傷也是可達到預防效果。目前沒有可完全治癒腦性麻痺的方法，但支持性療法、藥物治療以及手術可多少給予不同病況的患者協助。物理治療、職能治療與言語治療都是會考慮使用的醫療手段。藥物如地西泮、貝可芬，和肉毒桿菌素等能幫助紓緩緊繃的肌肉會進行的手術包含延長肌肉與切除過度活躍的神經。在很多時候，外矯型器與其他輔具皆是病人的好幫手。只要經過適當的治療，部分的病童可以擁有接近正常成年人的生活常常會有患者選擇使用替代療法，但這些療程都沒有任何研究可支持他們的實用性。这一种脑损伤是不可逆目前无法治愈。通过治疗后改善症状。
腦性麻痺是孩童中最常見的運動失調症。每1000個新生兒約有2.1個會得到這種病。腦性麻痺從古典時期就有歷史紀錄，最早的描述記錄在西元前5世紀希波克拉底的作品中。對此種疾病症狀的廣泛研究從19世紀的威廉·约翰·利特開始，痙攣性雙癱也由他的名字命名為「Little disease」。威廉·奥斯勒則最早將該病命名為「腦性孩童麻痺」（zerebrale Kinderlähmung）現在正在檢視一些可能的治療方式，包括幹細胞療法。然而這種療法安全性及效果仍需更多研究。使用臍帶幹細胞輸液的研究正在進行臨床試驗。 迄今為止，結果表明，除了標準治療外，接受幹細胞治療的兒童在運動功能方面有更大的改善。 在短期內，治療似乎是安全的。

## 成因
1. 生產前
  - 懷孕期受感染，例如德國麻疹
  - 遺傳
  - 接觸畸胎原，例如：毒品，放射性物質，酒類，吸煙
  - 早產
2. 生產過程
  - 缺氧
  - 腦部出血
3. 生產後
  - 感染，例如腦膜炎
  - 腦血管出現問題
  - 意外導致腦部受傷
  - 嚴重黃疸

## 類別
可分為五類
1. 痙攣型

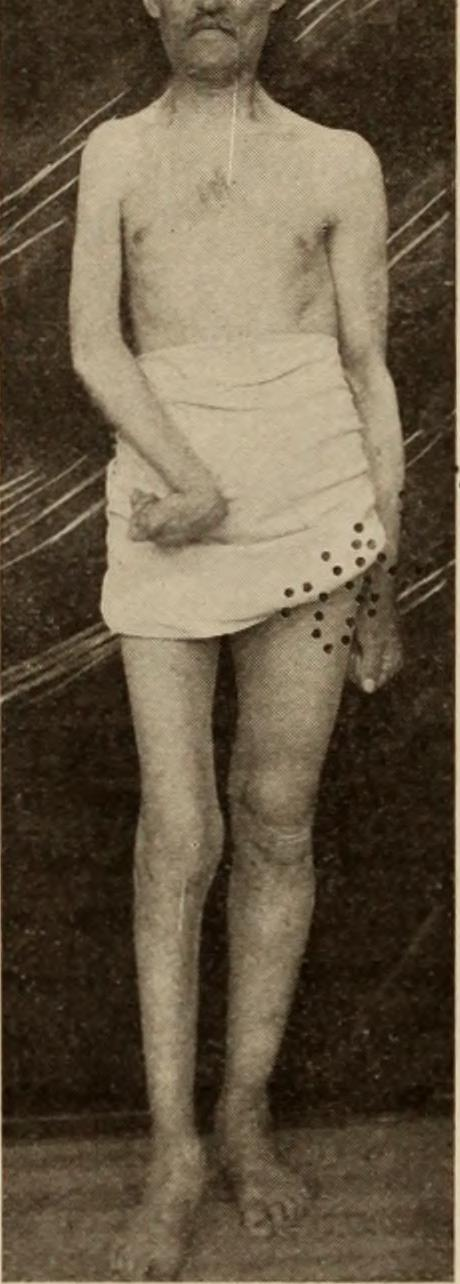
1917年歐洲腦癱病例

  - 患者的某些肌肉會變得十分僵硬，影響活動，是因大腦負責自主運動的區域受損所致。
  - 半身麻痺：身體單側上下肢受影響。絕大多數患兒經過科學的康復訓練，多少都會能獨立行走。但是部分患兒會伴有較爲嚴重的癲癇和智力障礙。
  - 下肢麻痺：雙腿有明顯的影響，手部影響較輕。伴有斜視,癲癇的較爲多見。語言障礙輕微，甚至沒有語言障礙。也可能伴有不同程度的智力障礙。
  - 三肢麻痺：通常雙腳及一隻手受影響。會伴有跟下肢麻痺及四肢麻痺患兒類似的各種障礙。
  - 四肢麻痺：四肢都受影響，嚴重可能無法行走及坐立。會伴有癲癇，語言障礙及智力障礙等不同程度的各種障礙。但是一個患兒中不一定都出現全部症狀表現。
2. 徐動型
  - 無法控制四肢與全身的不由自主而不協調的肌肉活動，由於肌肉張力大幅而不斷變化，不能夠維持一個穩定的姿勢，無法完成有協調，有規律的動作。運動範圍和速度控制能力差。精神緊張時這些症狀會更爲明顯，安靜時會減少，睡覺時就會消失。
  - 由於控制全身動作統合協調，使肌肉張力平衡的「大腦基底神經節」受損。面部肌肉也受到肌肉張力的大幅變動而不斷變化的干擾。由此這些患者的臉上往往帶著一副“怪臉”所以他們很容易被人誤會一個“智障人”。但是絕大多數的患者智力正常，甚至優秀。 此外，這些面部肌肉的不協調還會引起嚴重語言障礙（口語表達）和咀嚼吞嚥困難。這些患者中成年后也流口水的比較多見。
3. 顫震型
  - 身體有顫抖的情況，缺乏平衡及協調身體的能力。運動範圍控制缺佳，往往他們步子過大，步伐蹣跚，由此經常摔跤。用手精細動作笨拙，説話口氣缺乏抑揚，速度偏慢。常伴有輕微智力障礙。
4. 低張型
  - 與痙攣型相反，患者的肌肉張力較常人低，表現乏力。這往往是嬰幼兒期腦性麻痹患兒的一過性症狀表現。再過一段時間，絕大多數的患兒會轉爲徐動型等其他類型症狀表現。
  - 走路時容易跌倒。嚴重可能無法行走及坐立,就連抬頭也有困難。
5. 混合型
  - 痙攣型 + 徐動型
  - 痙攣型 + 顫震型
  - 低張型 + 顫震型 等,同時可見2種以上症狀表現的稱為混合型。

## 影響
因腦部損傷的情況不同，影響亦會不同：
1. 肌肉張力異常
2. 不正常的反射動作
  - 例如：陣攣(Clonus；腳震)，不對稱頸張力反射(ATNR)。
3. 肌肉攣縮
  - 肌肉長期痙攣或欠缺活動，導致肌肉生長緩慢，追不上骨骼生長，引致攣縮；常見發生攣縮的筋肌：髖關節前筋，大腿內側筋，大腿後筋，小腿後筋。
4. 身體自主困難
5. 肌肉力量較弱
  - 肌肉長期痙攣或欠缺活動，導致肌肉力量不能增長。
6. 骨骼變型
  - 肌肉長期痙攣，引致骨骼變型，例如：脊椎側彎，大腿骨內旋，腳橋塌陷，關節脫位。
7. 發展遲緩
8. 感覺統合較差
  - 例如：關節的位置感，皮膚的感覺及視覺的空間感都有影響。
9. 社交困難
10. 腦水腫
  - 腦部發展不良，引致腦部管道閉塞，腦脊膸液積聚，引發腦水腫。
11. 吞嚥困難
12. 智能障礙

## 治療方法

### 藥物治療
作用：減低痙攣情況
1. 口服肌肉鬆弛劑
  - 如 Diazepam, Baclofen, Dantrolene.
  - 經血液循環而引起全身性的作用。
  - 副作用：疲倦、渴睡、流口水。
2. 藥物注射
  - BOTOX 肉毒注射
    - 肉毒桿菌A型是一種神經毒素，阻礙神經與目標肌肉之間的訊號傳遞，從而減低肌肉痙攣的情況。
    - 針對痙攣情況較嚴重的肌肉注射，亦會視乎情況打石膏以進一步減低攣縮。
    - 有效期：3 - 6個月
    - 打針後，肌肉會明顯乏力，需多做運動以改善動作的控制。

  - Phenol
    - 直接注射入神經線，用以癱瘓神經，從而減低肌肉痙攣的情況。
    - 打針時和打針後，打針的部位都會非常痛楚。
    - 有效期：3 – 18個月

  - Baclofen
    - 腦脊椎膜內注射
    - 作用與口服Baclofen一樣，主要減低痙攣的情況。
    - 較針對性，所需的份量較少，副作用較少。
    - 在香港較新，較少個案記錄。
    - 於病者腹部皮下植入一儀器，內有一儲存袋，能儲存藥物足1至3 個月用。儀器有一導管接駁至脊椎神經。儀器能定時打指定份量的藥物直接送進脊椎神經。當藥物用完後，醫生會把藥物注射入儲存袋內。
    - 按摩肌腱可以辅助医疗

### 手術治療
作用：減低痛楚、增強活動功能、方便家人照顧
1. 骨科手術
  - 筋肌手術
    - 放筋或筋肌轉駁手術
    - 放筋手術
      - 把收緊的筋肌放長或切斷
      - 常用於大腿前筋、大腿內側筋、大腿後筋及小腿後筋
      - 手術後需打石膏4-8週
      - 副作用：如筋肌過長，會引致肌肉乏力

    - 筋肌轉駁手術
      - 把筋肌的位置轉移，以改變其功能
      - 手術後需打石膏8-12週
      - 舉例：將部分小腿後筋轉移至腳面以幫助腳踝向上提起

  - 骨骼矯正手術，例如：
    - 矯正大腿骨內旋情況
    - 矯正小腿骨外旋或內旋情況
    - 使脫位的關節復位(如髖關節、尺骨橈骨關節)
    - 手術需打石膏8-12週
      - 石膏拆除後，常有關節腫痛、收緊及肌肉萎縮乏力的情況，需緊密的物理治療訓練才能改善情況。
2. 腦神經科手術
  - 導管插入手術
    - 醫治腦水腫
    - 於腦部放入導管，把腦脊髓液引流至腹腔
    - 多數於幼兒期進行

  - 選擇性脊椎神經後根切除手術
    - 腦外科手術
    - 作用
      1. 減低痙攣情況，以增強功能
      2. 方便家人照顧

    - 脊椎神經後根是從中樞神經伸延出來的感官神經，主要作用是連接中樞神經系統與肌肉，有助於調節肌肉的張力。
    - 透過選擇性切除一些有問題的神經線，從而減少肌肉痙攣。
    - 手術後需住院2-3週。
    - 手術後初期會乏力，活動能力減低，暫需輪椅或助行器代步，需學習特別的照顧技巧。
    - 手術後需緊密的物理治療以達致改善功能的目的。
    - 由於此手術只開展了8-10年的時間，對長遠的幫助仍有待研究。

### 輔助醫療
1. 義肢及矯形

　　- 製造矯形器具，如：腳托、鞋墊、腰封、企架等。
1. 職業治療
2. 言語治療
3. 物理治療

　　- 工作： 評估 找出問題 訂定目標（寫於手冊內通知家長）提供治療編定治療項目

　　- 評估方法

　　　‧ GMFM (Gross Motor Function Measure )

　　> 大肌肉功能評估

　　> 外國設計，國際上普遍採用。

　　> 5個範疇：躺臥、坐立、爬行及跪立、站立、步行及平衡

　　> 在每個範疇，需完成不同的動作。

　　> 評估完畢，可計算總分，以方便將來比較。

　　　‧ 評估表

　　> 肌肉張力

　　　0至4分，

　　　0分：肌肉張力正常；

　　　4分：肌張力極高、肌肉僵硬、不能伸展

　　> 關節柔韌度

　　　包括上下肢關節及腰部的活動幅度

　　> 關節控制

　　　如伸直膝關節、腳掌向上提、手腕向上提等

　　> 異常反射動作

　　　如陣攣、不對稱頸張力反射 (ATNR)

　　> 肌肉力量

　　　可用儀器或人手量度

　　　如用人手量度，可分為0至5分，

　　　0分：完全不能發力

　　　5分：正常力度

　　> 步姿

　　　速度、步幅、姿勢

　　　　- 治療

　　　‧ 個人體能發展

　　> 肌肉力量及耐力訓練

　　　如：仰臥起坐、拱橋、舉沙包、踢沙包、利用大波鍛鍊背肌、跑步機、踏步機、健身單車等。

電療：利用電流刺激肌肉收縮，可用於肌肉力量或肌肉控制很弱的人。

　　> 加強關節的活動幅度

　　　伸展運動，尤其針對容易攣縮的肌肉。

　　　被動式伸展運動：由治療師拉筋

　　　　常用於年紀較小或能力較差的人

　　　　企架、手紮、腳紮等

　　　主動式伸展運動：自己作伸展運動

　　　　常用於年紀較大和能力較好的人

　**應建立正確概念及習慣：普通人也和腦性麻痺症患者一樣，需每天作適當的伸展運動，以保持關節和筋肌的靈活程度。伸展運動需陪伴腦性麻痺症患者一生。

　　> 平衡及協調訓練

　　　如：單腳企、行平衡木、企搖搖板、拋接球、用球拍拍球、踢波、一字腳企、不同的跳躍動作等。

　　> 肌能發展

　　　如：爬行、跪、單膝跪、企、蹲低、行路、上落樓梯、跳等。

　　　‧ 融入社會需要

　　> 為增進獨立自主能力，會安排及教導使用輔助器具、輪椅、電動輪椅及手推車等。

　　> 如有需要，安排家居改裝。

## 腦性麻痺患者的不同階段
病情發展
　　　　...幼兒...兒童....青少年......成人
體能發展...↑↑......↑....↓←→.....↓←→
手術............................**..........**
運動............<--------------->
社會適應...<<<<<<<<<<<<<<<<<
痛症密度...................+...........++
骨骼變形...................+...........++
家居運動
- 非常重要
- 應建立正確概念及習慣，每天作適當運動。
- 運動需陪伴腦性麻痺症患者一生，可預防痛症及骨骼變形。

預後
- 可用GMFCS評估小孩未來的行走能力

## 脑瘫患者的成绩
脑瘫患者智力不一定低下，有些脑瘫患者可以通过努力到达很好的认知水平，比如一位中國高考学生莫天池在高考中成绩达604；香港填詞人喬星亦為腦性麻痺患者，其會考成績為3A，並考入香港中文大學。
2024年12月在中国大陆上映的电影《小小的我》中刻画了一位行动不便但智力水平很高的脑瘫患者刘春和（易烊千玺饰）的形象，他通过自身努力，在高考中取得了超过一本线80多分的优异成绩，被师范大学特殊教育专业录取。2025年1月3日，新华社新媒体团队与《小小的我》团队发布短片《别叫我脑瘫》，呼吁停止使用“脑瘫”这一污名化的称呼，改为中性的“五慢症”（出自清代张璐《张氏医通·卷十一》：“五迟者，立迟、行迟、齿迟、发迟、语迟，是也”），避免将脑瘫与智力障碍联系在一起。

## 外部連結
- 上海市残疾人康复中心
- 中華民國腦性麻痺協會 （页面存档备份，存于）
- 香港耀能協會 （页面存档备份，存于）
- 脑瘫生物诊疗
- 光明连接脑残疾儿童中心
- 中的“腦性麻痺”
- Cerebral Palsy Information Page （页面存档备份，存于） at NINDS